# Premi Feroz a la millor sèrie de comèdia
El Premi Feroz a la millor sèrie de comèdia és un premi televisiu que s'entrega anualment, des del 2017, com a part dels Premis Feroz, creats per l'Associació d'Informadors Cinematogràfics d'Espanya.

## Sèries guanyadores i nominades
| Edició | Any  | Guanyadora                  | Nominades |
| ------ | ---- | --------------------------- | --- |
| IV     | 2017 | Paquita Salas Temporada 1   | - ¿Qué fue de Jorge Sanz? Episodi especial - Allí abajo Temporada 2 - Cites Temporada 1 - La que se avecina Temporada 9 |
| V      | 2018 | Vergüenza Temporada 1       | - Allí abajo Temporada 3 - El fin de la comedia Temporada 2                                                             |
| VI     | 2019 | Arde Madrid (Temporada 1)   | - Paquita Salas (Temporada 2) - Vergüenza (Temporada 2)                                                                 |
| VII    | 2020 | Vida perfecta (Temporada 1) | - Vota Juan (Temporada 1) - Paquita Salas (Temporada 3)                                                                 |
| VIII   | 2021 | Vamos Juan (Temporada 1)    | - Vergüenza (Temporada 3) - Nasdrovia (Temporada 1) - Mira lo que has hecho (Temporada 3)                               |